# Буссе, Теодор
Теодор Буссе (нем. Theodor Busse; 15 декабря 1897, Франкфурт-на-Одере — 21 октября 1986, Валлерштейн) — немецкий военный деятель. Генерал пехоты (1 ноября 1944 года).

## Биография
С 1915 года призван в армию, участвовал в Первой мировой войне. В 1917 году произведен в лейтенанты.
С 1937 года назначен начальником оперативного отдела штаба 22-й пехотной дивизии.
В 1939 году служит в Генеральном штабе Сухопутных войск.
В сентябре 1940 года начальник оперативного отдела штаба 11-й армии. Участник военных действий в Крыму.
Э. фон Манштейн писал: «.. мой тогдашний начальник оперативного отдела, позже произведённый в генералы, Буссе, поднявшийся с этой должности до должности начальника штаба группы армий „Юг“ и таким образом оставшийся со мной до конца моей деятельности на посту командующего. Он не только был все эти трудные годы моим самым ценным советчиком, на мнение которого всегда можно было положиться, работоспособность которого никогда не иссякала и который не терял самообладания в самых критических положениях».
С 1942 года начальник оперативного отдела штаба Группы армии «Дон» (позже, с 1943 года, «Юг»).
С июля 1944 года командир 121-й пехотной дивизии, а уже с августа и всего I-го армейского корпуса.
С января 1945 года командующий 9-й армией. На этом посту потерпел поражения в Висло-Одерской операции, в операции против советских плацдармов в районе Кюстрина, в Берлинской операции. Армия Буссе оказалась отрезана от других армий на флангах и почти окружена советскими войсками. Генерал Хейнрици несколько раз пытался убедить Буссе отступить, но тот отказывался даже рассматривать возможность вывода, пока не поступит конкретная команда от Гитлера. В конце концов 9-я армия Буссе была отброшена в котел в Шпревальде к югу от Зееловских высот и к западу от Франкфурта, где она оказалась полностью окружённой двумя направлениями массированного советского наступления на Берлин. В постоянно сокращающемся котле силы Буссе были практически уничтожены в Хальбском котле, но остаткам в конечном итоге удалось прорваться на запад, чтобы соединиться с 12-й армией генерала Вальтера Венка к югу от Белица, а затем отступить на запад к Эльбе, пересечь частично разрушенный мост в Тангермюнде и сдаться американским войскам в период с 4 по 7 мая.
С 1945 по 1947 год Буссе находился в плену. После войны Буссе был директором гражданской обороны Западной Германии, написал и отредактировал ряд работ по военной истории Второй мировой войны.

## Награды
- Железный крест 2-го класса (3 ноября 1916) (Королевство Пруссия)
- Железный крест 1-го класса (22 августа 1917) (Королевство Пруссия)
- Королевский орден Дома Гогенцоллернов рыцарский крест с мечами (29 июля 1918) (Королевство Пруссия)
- Нагрудный знак «За ранение» (1918) в чёрном
- Почётный крест Первой мировой войны 1914/1918 с мечами (5 декабря 1934)
- Медаль «За выслугу лет в вермахте» с 4-го по 2-й класс (2 октября 1936)
- Пряжка к Железному кресту 2-го класса (27 мая 1940)
- Пряжка к Железному кресту 1-го класса (30 мая 1940)
- Медаль «За зимнюю кампанию на Востоке 1941/42»
- Румынский Орден Михая Храброго 3-го класса (8 мая 1942)
- Немецкий крест в золоте (24 мая 1942)
- Крымский щит (10 сентября 1942)
- Рыцарский крест Железного креста (30 января 1944)
- Манжетная лента «Курляндия»
- Орден «За заслуги перед Федеративной Республикой Германия» большой офицерский крест (25 января 1966)